# Kurijama Csiaki
Kurijama Csiaki, 栗山 千明, angolos átírásban Chiaki Kuriyama (Cucsiura, Ibaraki prefektúra, 1984. október 10.  –) japán színésznő, énekesnő.

## Pályafutás - A kezdetektől a jelenig
Elsőként gyerekmodellként vált híressé Japánban az 1990-es évek közepén, gyerekeknek szóló magazinokban volt látható. 1997-ben pedig a best-seller Sinwa-Sódzso és Sódzsokan című fotóregény-sorozatokban lett kedvenc, ennek a műfajnak a népszerűségét mi nem tudjuk eléggé felmérni.
Filmszereplését 1995-ben, 11 évesen kezdte, amikor mellékszerepet játszott a Toire no Hanako-szan (Hanako) című japán tévéfilmben. Még ugyanabban az évben kapott egy mellékszerepet a Gonin (The Five) című filmben is. 1999-ben egy jóval jelentősebb szerepben jelent meg az Eden's Bowy című japán sorozatban. Ezek után sorban tűnt fel tévésorozatokban és filmekben, mígnem 2000-ben végül is megkapta Csigusza Takako szerepét a japán író, Takami Kósun Batoru rowaiaru (Battle Royale) című könyvének filmadaptációjában. A szatirikus film egy életre-halálra szóló versenyről szól, amelyben egy új kormányrendelet középiskolás gyerekeket kényszerít arra, hogy egymásra vadásszanak. Az ebben nyújtott alakításával Kurijama felhívta magára az ismert amerikai rendező, Quentin Tarantino figyelmét, aki 2003-as sikerfilmjében, a Kill Bill 1.-ben neki adta Isii O-Ren (Lucy Liu) testőrének és kedvenc gyilkosának szerepét. A 17 éves Jubari Gogo, a zavart és vérszomjas lány bizarr figurája Kurijama számára meghozta a hírnevet, és persze megnyitotta az utat az Egyesült Államok filmiparába. A következő években tucatnyi komolyabb szereppel bízták meg, főleg misztikus-fantasztikus történetekben.
Első főszerepét 2004-ben, a Kagen no cuki (Last Quarter) című filmben kapta meg, ahol a testéből kilépett, kóborló lelket, Mocsizuki Mizukit alakította. 2005-ben a Japánban már híressé vált Azumi folytatásában, a Death or Love-ban játszott. Ugyancsak látható volt Miike Takasi számos fesztiválra benevezett, kétszeres díjnyertes mesefilmjében, a Jókai daiszenszó-ban (The Great Yôkai War), vagy az Ekuszute (Exte: Hair Extensions) című horrorfilmben.
A hazájában szerzett ismertségét tükrözi, hogy japán tévéreklámokban is szerepelt, és énekesi karrierrel is próbálkozik: ő énekli a Tengen Toppa Gurren Lagann (Gurren Lagann) című anime két betétdalát is, amelyeket CD-n is megjelentettek, a sorozat DVD-je mellett. A Gancu című folytatásos képregényben egy új szereplőt, egy vámpírlányt róla mintáztak.
Legutóbb (2011) a Japánban különleges hangvételűnek számító, a világot a nők szemszögéből ábrázoló tévésorozat, a Himicu Csóhóin Erika (Erika, különleges ügynök) főszerepében keltett nagy feltűnést. Ebben egy kettős életet élő családanya szerepét alakítja.

## Magánélet
Gimnasztikát és balettet tanul.
Kedvenc filmje a Ponyvaregény (1994, rendezte Quentin Tarantino) és a Trainspotting (1996, rendezte Danny Boyle). A Hetedik című filmet háromszor nézte meg ugyanazon a napon.
Kedvenc együttese a japán L’Arc-en-Ciel.
Tanul angolul, hogy minél több szerepet vállalhasson immár az Egyesült Államokban is.
A becenevét egyik filmjéről, a Dzsoóbacsi című misztikus krimiről kapta: a méhkirálynő.

## Főbb filmjei és sorozatai
- Toire no Hanako-szan (Hanako) (1995)
- Gonin (The Five) (1995)*
- Eden's Bowy (1999)
- Dzsu-on (Ju-on: The Curse) (2000)
- Batoru rowaiaru (Battle Royale) (2000)*
- Kill Bill: Vol. 1. (Kill Bill) (2003)*
- Kagen no cuki (Last Quarter) (2004)
- Into the Sun (Szemben a nappal) (2005)*
- Jókai daiszenszó (The Great Yôkai War) (2005)
- Dzsoóbacsi (The Queen Bee) (2006)
- Azumi 2: Death or Love (Azumi 2.: Életre halálra!) (2007)*
- Ekuszute (Exte: Hair Extensions) (2007)
- Szukai kurora (Égenjárók) (2008)* - szinkronhang
- Naniwa no hana: Ogata kóan dzsikencsó (2009)
- Hagateka: The Movie (2009)
- Nekku (Neck) (2010)
- Atami no szószakan (2010)
- Himicu Csóhóin Erika (Erika the Secret Agent) (2011)

* Magyarországon is megjelent